# 高瀬舟 (小説)
『高瀬舟』（たかせぶね）は、森鷗外の短編小説である。1916年（大正5年）1月、『中央公論』に発表された。
江戸時代の随筆集『翁草』（神沢杜口著）の中の「流人の話」（巻百十七「雑話」：神澤貞幹編・池辺義象校訂（1905-6年刊）『校訂翁草第十二』所収）をもとにして書かれた。鷗外の自作解題によると、鷗外は原典の2つの点（罪人の財産に対する態度と、安楽死の問題）に興味を抱いてこの短編を書いたとされる。

## あらすじ
京都の罪人を遠島に送るために高瀬川を下る舟に、弟を殺した喜助という30歳ほどの男が乗せられた。喜助には同乗する親類もなく独りであったが、役人を敬う様子が見られ罪人とは思えぬ静かな男である。護送役の同心である初老の羽田庄兵衛は、喜助がいかにも晴れやかな顔をしていることを不思議に思い、訳を尋ねる。
喜助はこれまでの京都での生活で仕事を見つけるのに苦労し、見つけた仕事は骨を惜しまず一生懸命に働き、なんとか食べていけるだけの金銭で満足していたため、牢屋を出る時にお上から支給された二百文の金銭を有り難く思っていた。その二百文は使わずに大事に貯蓄し、遠島でも真面目に働くことを考えていた。
喜助の両親は、喜助が幼い頃に流行病で亡くなり、それ以来喜助と弟は近所の人の援助を受け、大人になると2人で助け合って働いていた。しかし弟が病気になってしまい、弟は兄1人に負担をかけていることをすまなく思っていた。ある日、喜助が帰宅すると弟が布団の上で血だらけになっていた。
弟は自分の喉笛に剃刀を当てて死のうとしたがうまくいかず刃を深く突き刺したという。あとは剃刀を抜いてくれれば死ねるだろうから、抜いてくれと弟に頼まれた喜助は医者を呼ぼうとするが、弟は「医者がなんになる、ああ苦しい、早く抜いてくれ、頼む」と恐ろしい顔で催促する。ついに観念した喜助は弟の言う通りに剃刀を抜いた。その時にちょうど近所の婆さんが戸口から入ってきて、剃刀を手にした喜助を目撃し、その後に喜助は役所に連れていかれたという経緯であった。
喜助は奉行の判断で殺人罪となり遠島送りの処遇となったが、庄兵衛はいましがたの喜助の話を聞いて、はたしてそれが罪なのか分からなかった。

## 評価・研究
鴎外は同時に自作解説「高瀬舟縁起」を発表しており、これによって作品テーマは「知足」と「安楽死」というのが教科書などでの一般的な見方となっている。また、主要テーマが「知足」か「安楽死」か、それとも両方かで議論されてきた。同様の混乱は「山椒大夫」と自作解説「歴史其儘と歴史離れ」との間にも生じていた。しかし、「山椒大夫」には工場法批判が潜められているという指摘から、鴎外の自作解説は検閲への目眩ましであろうとの見解も生まれた。すなわち「妻を好い身代の商人の家から向かへた」という同心・羽田庄兵衛の設定は「十露盤（ソロバン）の桁」を変えれば日英同盟の寓喩であり、「知足」のテーマは対華21ヶ条要求への批判として浮上してくる。

## 映像作品
- 1930年（昭和5年） - 日活製作映画「高瀬舟」、監督：仏生寺弥作、脚本：松本常男、出演：小川隆、久米譲、浅香新八郎など
- 1960年（昭和35年） - フジテレビ系テレビドラマ『百万人の劇場』（全1回）、出演：伊藤雄之助、市川中車など
- 1962年（昭和37年） - 日本テレビ系テレビドラマ『文芸アワー』（金曜22:00 - 22:30。三共(現：第一三共)一社提供）「高瀬舟」（全2話）、脚本：吉村公三郎、出演：森雅之、原泉、丹阿弥谷津子、安部徹など
- 1988年（昭和63年） - ケイ・アンド・エス製作映画「高瀬舟」、監督：工藤栄一、脚本：松山善三、音楽：木下忠司、ナレーション：市原悦子、出演：前田吟、岡田吉弘、荒井紀人など

| フジテレビ 百万人の劇場       | フジテレビ 百万人の劇場              | フジテレビ 百万人の劇場 |
| 前番組                        | 番組名                               | 次番組                  |
| ----------------------------- | ------------------------------------ | ----------------------- |
| 明暗 （1960.7.3）             | 高瀬舟（1960年） （1960.7.10）       | 片恋 （1960.7.17        |
| 日本テレビ 文芸アワー         |                                      |                         |
| 田舎教師 （1962.5.18 - 6.29） | 高瀬舟（1962年） （1962.7.6 - 7.13） | 波 （1962.7.20 - 8.3）  |

## 舞台
CLIEが製作する朗読演劇シリーズで、森鷗外の別作品『山椒大夫』と合わせた内容で舞台化された。
- 極上文學 第9弾『高瀬舟・山椒大夫』（2015年10月、製作：CLIE・企画：MAG.net・制作：Andem）

### 出演者
村田充、伊勢大貴、藤原祐規、松本祐一、椎名鯛造、水石亜飛夢、服部翼、松田洋治、天宮良

### スタッフ
- 演出：キムラ真（ナイスコンプレックス）
- 脚本：神楽澤小虎(MAG.net)
- 音楽：橋本啓一

## 書誌情報
- 森林太郎『高瀬舟』春陽堂、1918年2月。